# Ерошин, Сергей Валериевич
Серге́й Вале́риевич Еро́шин (26 июля 1973 — 6 августа 2020) — советский и российский мотогонщик, участник соревнований по спидвею. Мастер спорта. Многократный чемпион России в составе «Мега-Лады», бронзовый призёр Кубка европейских чемпионов-1999.

## Биография
Родился в Тольятти, где и начал тренироваться, а также выступать за местный клуб «Жигули» (впоследствии «Мега-Лада»). В 16 лет (1990 год) выиграл личный и командный чемпионат СССР по спидвею среди юношей, через 4 года — личный чемпионат России среди юниоров. В том же году завоевал титул вице-чемпиона России среди взрослых гонщиков. В составе «Мега-Лады» 7 раз выигрывал командный чемпионат страны, выиграл парный чемпионат страны, неоднократно вызывался в сборную России. Провёл три сезона в польской лиге (2000—2002 гг.).
Сезон-2004 провёл в клубе СТМК «Турбина», с которым, однако, в конце сезона у гонщика случились финансовые разногласия, поэтому в 2005 году спортсмен выступал в СК «Восток». В 2006 вернулся в новую СК «Турбину».
В 2008 году находился в заявке СК «Салават», однако участия в КЧР так и не принял.

## Среднезаездный результат
| Лига  | 1990         | 1991         | 1992         | 1993         | 1994         | 1995            | 1996            | 1997            | 1998            | 1999            | 2000            | 2001            | 2002            | 2003            | 2004               | 2005         | 2006             |
| ----- | ------------ | ------------ | ------------ | ------------ | ------------ | --------------- | --------------- | --------------- | --------------- | --------------- | --------------- | --------------- | --------------- | --------------- | ------------------ | ------------ | ---------------- |
| (1А)/ | 1,958 Жигули | 2,103 Жигули | 1,000 Жигули | 2,143 Жигули | 2,326 Жигули | 2,478 Мега-Лада | 1,920 Мега-Лада | 2,364 Мега-Лада | 2,045 Мега-Лада | 2,300 Мега-Лада | 2,290 Мега-Лада | 2,056 Мега-Лада | 2,077 Мега-Лада | 2,316 Мега-Лада | 2,464 СТМК Турбина | 2,217 Восток | 2,379 СК Турбина |
| (II)  | -            | -            | -            | -            | -            | -               | -               | -               | -               | -               | 2,122 Шлёнск    | 2,306 Кросно    | 1,286 Кросно    | -               | -                  | -            | -                |

## Достижения
| - Чемпионат СССР по спидвею среди юношей: в личном зачёте — 1 место (1990) в командном зачёте — 1 место (1990) - Чемпионат России по спидвею среди юниоров: в личном зачёте — 1 место (1994) - Чемпионат России по спидвею в личном зачёте — 2 место (1994) в командном зачёте — 1 место (1994, 1995, 1996, 1998, 2001, 2002, 2003), 2 место (1997, 1999, 2000), 3 место (2005) в парном зачёте — 1 место (1999), 2 место (1998), 3 место (2005) - Личный чемпионат Европы по спидвею на траве — 2 место в ½ финала, неучастие в финале (1994), 2 место в ¼ финала, неучастие в ½ финала (1995), 18 место (1996) - Личный чемпионат мира по спидвею на длинном треке — 16 место в ½ финала (1994), 10 место в ½ финала (1995), 6 место в ½ финала, неучастие в финале (1996), 11 место в ¼ финала (1997) | На международных соревнованиях Юниорские соревнования ЛЧМЮ —12 место в ½ финала (1994) Взрослые соревнования КЕЧ — 3 место (1999) (за «Мега-Ладу») КЧМ — 18 место (1995), 2 место (1996, участие только в группе С), 6 место (1997), 9 место (1999), 13 место (2000), 11 место (2004) ЛЧМ — не участвовал Гран-При Челлендж 1996 — 12 место в континентальном ¼ финале Гран-При Челлендж 1997 — 10 место в континентальном ¼ финале Гран-При Челлендж 1998 — 11 место в отборочном соревновании Гран-При Челлендж 1999 — 14 место в отборочном соревновании Гран-При Челлендж 2000 — 10 место в отборочном соревновании Гран-При Челлендж 2001 — 12 место в континентальном ½ финала |  |